# تروفارلو
تروفارلو (به ایتالیایی: Trofarello) یک کومونه در ایتالیا است که در استان تورین واقع شده‌است. تروفارلو ۱۲٫۳ کیلومتر مربع مساحت و ۱۱٬۰۱۶ نفر جمعیت دارد و ۳۰۰ متر بالاتر از سطح دریا واقع شده‌است.

## خواهرخوانده
شهرهای Le Teil و راونهایم خواهرخوانده‌های تروفارلو هستند.